# Pieter van Schravendijk (1852-1897)
Pieter van Schravendijk (6 januari 1852 – 8 maart 1897) was een Nederlandse burgemeester.

## Leven en werk
Van Schravendijk werd in 1852 in Rijnsaterwoude geboren als zoon van de burgemeester Pieter van Schravendijk en diens tweede echtgenote Geertje van der Boon. In 1874 werd hij benoemd tot secretaris van de gemeente Almkerk. In 1879 werd hij benoemd tot burgemeester van Rijnsaterwoude na het overlijden van zijn oudere halfbroer Dirk, die in 1869 zijn vader was opgevolgd als burgemeester. Schravendijk was naast burgemeester ook secretaris van de gemeente Rijnsaterwoude en van de aangrenzende gemeente Ter Aar. In 1882 werd hij naast burgemeester van Rijnsaterwoude ook benoemd tot burgemeester van de gemeente Ter Aar.
In 1884 trouwde Van Schravendijk in Lekkerkerk met Cornelia Kersbergen. Hij overleed in 1897 op 45-jarige leeftijd in zijn woonplaats Rijnsaterwoude.